# 231 a.C.

## Eventos
- Marco Pompônio Matão e Caio Papírio Masão, cônsules romanos.